# Esther Goris
María Esther Goris (Buenos Aires, 5 de marzo de 1960) es una actriz, guionista, dramaturga, escritora y directora de cine y teatro argentina. Se ha caracterizado por llevar a cabo una carrera extensa y multifacética. Su interpretación de Eva Perón en el film homónimo de 1996 dirigido por Juan Carlos Desanzo cimentó su popularidad y el reconocimiento a nivel mundial, ya que con esta película obtuvo numerosos galardones en festivales nacionales y extranjeros.
En 1999 Editorial Sudamericana publicó su primera novela literaria Agata Galiffi, la flor de la mafia, la cual fue un éxito rotundo que se convirtió en un bestseller/superventas y fue elegida por el jurado de la Feria Internacional del Libro de Buenos Aires como la Mejor novela del año.

## Biografía
Esther Goris estudió la licenciatura en Letras en la Facultad de Filosofía Y Letras de la Universidad de Buenos Aires. Debutó en teatro a los 19 años con el rol de Salomé en la obra homónima de Oscar Wilde. Ese mismo año coprotagonizó la película Los enemigos (1983), en su debut cinematográfico.
Su interpretación de Evita en la clásica película biográfica Eva Perón (1996), de Juan Carlos Desanzo. la llevó al estrellato, obteniendo el Cóndor de Plata a la Mejor actriz por parte de la Asociación de Cronistas Cinematográficos de la Argentina, además de numerosos galardones nacionales e internacionales. Además protagonizó más de una veintena de películas, entre ellas Años rebeldes (1996, (coproducción con Italia)), El día que Maradona conoció a Gardel (1996), Doña Bárbara (1998), junto a Jorge Perugorría y realizada por la Universal Studios, Ángel, la diva y yo (2000, junto a Boy Olmi, Pepe Soriano y Florencia Peña), Dormir al sol (sobre la novela homónima de Adolfo Bioy Casares), A oscuras, etc. Otra de sus destacadas actuaciones en cine fue en Paco (2010), de Diego Rafecas, donde interpreta a una senadora candidata a la presidencia, madre de un joven adicto a esa droga.
Fue coguionista, junto a Graciela Maglie y Laura Mañá, del guion del film biográfico-histórico Ni dios, ni patrón, ni marido (2010), que retrata la historia de un grupo de obreras anarquistas que junto a la famosa periodista y militante Virginia Bolten) plasmaron su lucha en el primer diario feminista, La voz de la mujer, el cual fue publicado en la Argentina a fines del siglo XIX. Mañá dirigió el film y Goris lo coprotagonizó junto a Eugenia Tobal, Ulises Dumont, Laura Novoa, Daniel Fanego y Joaquín Furriel. Un año después de estrenado el film debutó también como directora de cine, con el largometraje documental Morriña (2011).
Es autora de las obras teatrales El Otro Sacrificio y Como te soñé, y también de los guiones de algunos programas de televisión argentina, entre los que se destaca Cartas de amor en casette (1993), protagonizado por Miguel Ángel Solá y María Socas.
Realizó una amplia y simultánea carrera como actriz en radio, teatro, cine y televisión. Desde el comienzo de su prolífica carrera teatral ha trabajado en numerosos clásicos, además de trabajar en el teatro de producción masiva y comercial. Protagonizó Tango Varsoviano de Alberto Félix, obra con la que recorrió algunos de los festivales de teatro de arte más importantes del mundo, obteniendo numerosos premios.
En televisión desempeñó papeles protagónicos en los ciclos La cuñada, Estado civil, Ciclo de teatro argentino, Zona de riesgo, y Especiales de cuentistas argentinos, entre muchos otros. Por su trabajo en este último programa fue nominada en los Premios Martín Fierro como Mejor actriz dramática, debido a su desempeño en los capítulos en los que se recrearon los cuentos Historia de un amor turbio, de Horacio Quiroga, y Ceremonia secreta, de Marco Denevi. En teatro, además de protagonizar (entre muchas otras obras) la clásica Tango varsoviano, también se destacó en Coco de París interpretando a la diseñadora de modas Coco Chanel, y en Porteñas, de Manuel González Gil y Daniel Botti.
Como directora de teatro fue nominada a los premios ACE a la Mejor dirección por El otro sacrificio, obra de la que, como ya fue mencionado más arriba, también es autora.
Esther Goris se ha dedicado también a la novela histórica, escribiendo Ágata Galiffi: La Flor de la Mafia, una destacada biografía de Ágata Galiffi, quien fue la hija del famoso mafioso Juan Galiffi (conocido como “Chicho Grande”), quien actuó a principios de siglo XX.

## Cine
| Año  | Título                                                    | Personaje           | Notas                 |
| ---- | --------------------------------------------------------- | ------------------- | --------------------- |
| 2019 | A oscuras                                                 | Lola                |                       |
| 2018 | One Shot                                                  | Mercedes            |                       |
| 2017 | Yo soy así, Tita de Buenos Aires                          | Ana Gianelli        |                       |
| 2017 | Libro de la Memoria: Homenaje a las víctimas del atentado | Madre               | Cortometraje          |
| 2012 | Dormir al sol                                             | Diana               |                       |
| 2012 | Acorralados                                               | Dora "Dorita"       |                       |
| 2009 | Ni dios, ni patrón, ni marido                             | Lucía Boldoni       |                       |
| 2009 | Paco                                                      | Ingrid Blank        |                       |
| 2001 | Testigos ocultos                                          | Florence            |                       |
| 2001 | Entre los dioses del desprecio                            | Siomena             |                       |
| 2000 | AmanDos                                                   | Paula               |                       |
| 1999 | Ángel, la diva y yo                                       | Diva                |                       |
| 1998 | Doña Bárbara                                              | Doña Bárbara        |                       |
| 1997 | Los salvajes                                              | Sonia               |                       |
| 1996 | Eva Perón                                                 | Eva Duarte de Perón |                       |
| 1995 | Las cosas del querer 2                                    | Eva Duarte de Perón |                       |
| 1995 | El día que Maradona conoció a Gardel                      | Lucy                |                       |
| 1995 | Fotos del alma                                            | Gracia              |                       |
| 1994 | Años rebeldes                                             | Giulietta           |                       |
| 1993 | Pasión según San Juan                                     | Laura               | Cortometraje          |
| 1985 | Bairoletto, la aventura de un rebelde                     | Zoraida Sanchez     |                       |
| 1984 | Atrapadas                                                 | Luciana             |                       |
| 1984 | Gracias por el fuego                                      | Publicista          |                       |
| 1983 | Los enemigos                                              | Herminia            | Debut cinematográfico |

| Año  | Título                        |
| ---- | ----------------------------- |
| 2010 | Ni dios, ni patrón, ni marido |

## Televisión
| Televisión | Televisión                         | Televisión | Televisión                                |
| Año        | Título                             | Canal      | Personaje                                 |
| ---------- | ---------------------------------- | ---------- | ----------------------------------------- |
| 1982       | Amantes de los tiempos             | ATC        | Paola                                     |
| 1982       | Mercedes                           | ATC        | Solange                                   |
| 1983       | Lista Negra                        | Canal 13   | Nora Copelli                              |
| 1985       | Rossé                              | Canal 9    | Leticia Miranda                           |
| 1986       | Inocente María                     | Canal 9    | Nuria Salas Aledar                        |
| 1986       | Claudia Morán                      | Canal 11   | Diana Leguer                              |
| 1986       | La venganza                        | Canal 11   | Nazarena Montenegro                       |
| 1987       | La cuñada                          | Canal 9    | Ana Rosa Rodón                            |
| 1988       | Vendedoras de Lafayette            | Canal 9    | Berenice Toledo                           |
| 1988       | Sin marido                         | Canal 9    | Irene Cortazar                            |
| 1990       | Rebelde                            | Canal 9    | Beatriz                                   |
| 1990       | Estado civil                       | Canal 13   | Emma                                      |
| 1992-1993  | Zona de riesgo                     | Canal 13   | Erika / Laura                             |
| 1993       | Canto rodado, escuela de arte      | Canal 13   | Martina Ferrari                           |
| 1993       | Esos que dicen amarse              | Canal 9    | Cathy                                     |
| 1994       | La marca del deseo                 | Telefe     | Guadalupe                                 |
| 1994       | Tres minas fieles                  | Canal 9    | Ana                                       |
| 1995       | Sheik                              | Canal 13   | Zelmira                                   |
| 1996       | Los especiales de Doria            | Telefe     | Julieta "Ep: Historia de un amor turbio"  |
| 1996       | Los especiales de Doria            | Telefe     | Blanca "Ep: Ceremonia secreta"            |
| 1998       | El cristal                         | ATC        | Alicia Montejo                            |
| 2000       | Primicias                          | Canal 13   | Lucrecia                                  |
| 2002       | Pone a Francella                   | Telefe     | Carla                                     |
| 2002       | Infieles                           | Telefe     | Carola "Ep: El fin justifica los medios"  |
| 2004       | El Deseo                           | Telefe     | Mabel Lebrero                             |
| 2004       | Epitafios                          | HBO        | Sra. Spinelli                             |
| 2007       | La ley del amor                    | Telefe     | Mónica                                    |
| 2011       | Maltratadas                        | América TV | Viviana "Ep: Castillo de naipes"          |
| 2011       | Historias de la primera vez        | América TV | Yolanda "Ep: La primera vez que desperté" |
| 2012       | Morriña, familia revelada          | INCAA TV   | Susana Velmar                             |
| 2013       | Jorge                              | TV Pública | Cristina                                  |
| 2014       | Las 13 esposas de Wilson Fernández | TV Pública | Madre de Eliana                           |
| 2016       | La Leona                           | Telefe     | Diana Liberman                            |
| 2022       | Dos 20                             | TV Pública | Fanny "Ep: Activamente"                   |

## Series Web
| Año  | Título  | Personaje | Notas                  | Medio                             |
| ---- | ------- | --------- | ---------------------- | --------------------------------- |
| 2020 | Adentro | Grace     | Participación especial | You Tube (Canal Adentro la Serie) |

## Teatro
- Divino divorcio (2024) Alfredo Allende
- Radojka (2023)
- Mujeres en el baño (2022)
- Sex (2020)
- La habitación de Verónica (2018) rol protagónico Ira Levin
- Atracción Fatal (2018)
- "Como te soñé" (2016) rol protagónico Valeria Ambrossio
- La empresa perdona un momento de locura ( 2014) rol coprotagónico
- Hembras. Un encuentro con mujeres notables (2012) - (2013) como Alfonsina
- "A quien corresponda" 2011 rol protagónico
- Hanjô. La mujer del abanico (2010) como Jitsuko
- Porteñas (2004 - 2005) como Carmen
- Coco de París (2001 - 2011) como Coco Chanel Daniel Mañas
- Trilogía de muerte (2000) rol coprotagónico
- Después de la lluvia (1994)
- "Bodas de Sangre" ( 1990) Lorca Alejandra Boero
- Tango varsoviano (1987) Alberto Félix Alberto rol protagónico
- "El señor Galíndez" (1986)rol coprotagónico Tato Pavlovsky
- "Barbara" 1985 rol protagónico
- "Cerca" Tato Pavlovsky (1984) rol protagónico
- "Cambio salvaje" Franz Kroetz rol protagónico (1983)
- "Salomé (1982) rol Salomé Oscar Wilde

## Libros
- Ágatha Galiffi: la flor de la mafia (1999)

## Autora/Guionista/Directora
- Como te soñé (2016) - (Teatro) Rol: Guionista.
- Ni dios, ni patrón, ni marido (Película). Rol: Guionista y actriz de reparto
- Cartas de amor en cassette (1993) - (Serie de TV) Rol: Guionista.
- El otro sacrificio (1992) - (Teatro) Rol: Autora/Directora.